# Combat del somni
Combat del somni és un recull de cinc cançons basades en cinc poemes (Damunt de tu només les flors, Aquesta nit un mateix vent, Jo et pressentia com a mar, Fes-me la vida transparent i Ara no sé si et veig, encar) escrits per Josep Janés dins de l'obra Combat del somni i musicats per Frederic Mompou entre els anys 1942 i 1951. Dels 5 poemes, el més destacat és Damunt de tu només les flors. La primera interpretació la va fer Pura Gómez amb l'acompanyament al piano del mateix compositor.

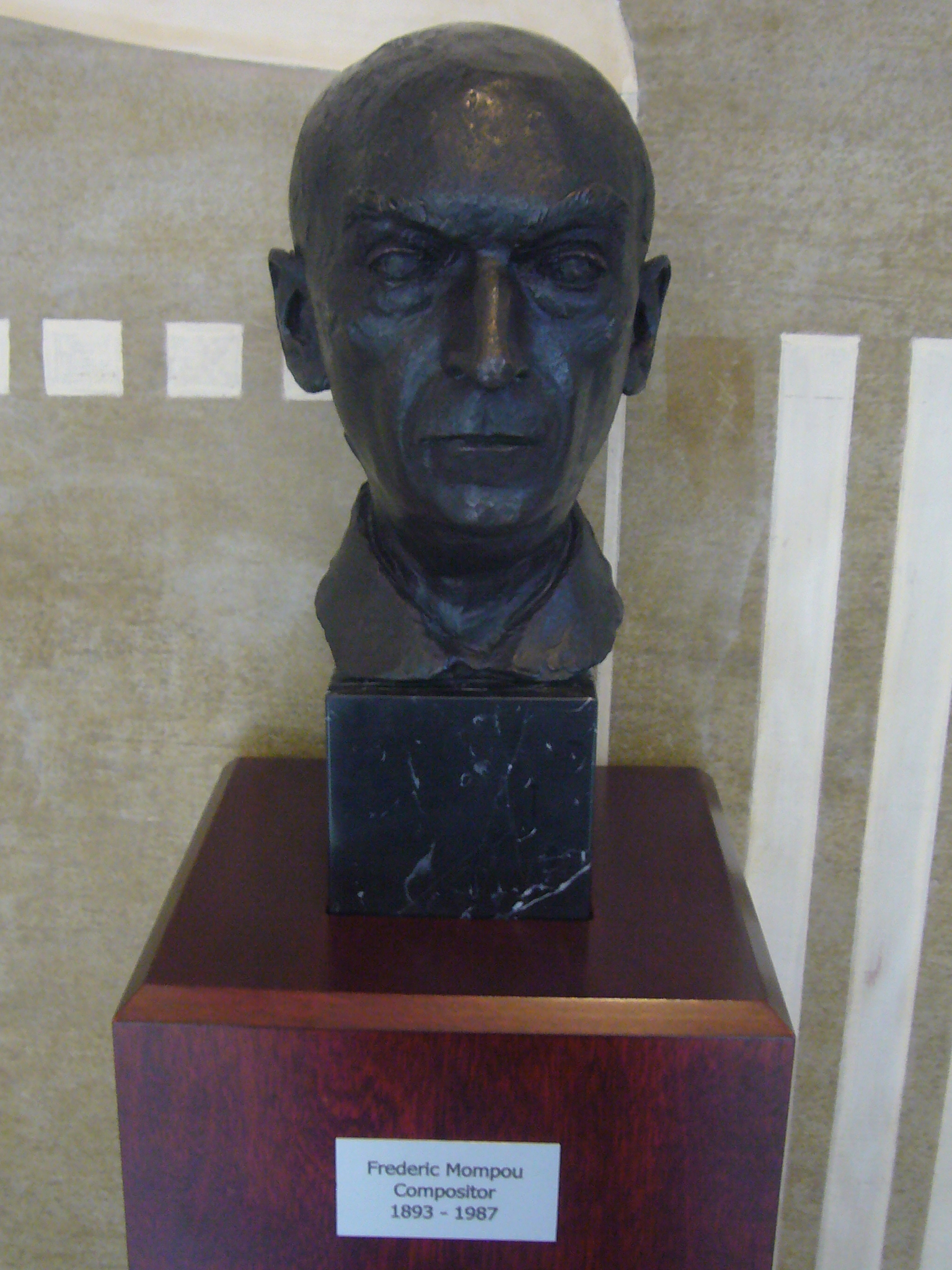
Bust de Frederic Mompou

## Història
Després d'estar uns anys cavalcant entre París i Barcelona, Mompou torna l'any 1941 amb intenció d'estar uns mesos a Barcelona, però finalment s'hi queda degut a la guerra. L'octubre d'aquell mateix any forma part del tribunal del concurs de piano organitzat per Mendoza Lasalle on coneix la que serà la seva futura dona Carmen Bravo i, a través d'una amistat d'aquesta, coneix a Josep Janés amb qui començarà una gran amistat que durarà tota la vida.
Mompou venia d'un moment de desert compositiu, ja que havia marxat a París durant la Guerra Civil Espanyola (1936 - 1939) i va haver de tornar a Barcelona per a fugir de la Segona Guerra Mundial l'any 1941.

## L'obra

### Damunt de tu només les flors
És el poema més conegut de tot el recull que Mompou va musicar. Va ser estrenat el mateix any de que es va compondre, el 1942, un any després que tornés a Barcelona. La soprano que ho va interpretar va ser Pura Gómez al domicili de Lluís Duran i Ventosa, segon marit de Josefina Dencausse (mare del compositor).
En aquell moment Mompou just sortia d'una època en què havia deixat de compondre. Tot i això va tindre un gran reconeixement i fins i tot Poulenc queda admirat amb aquesta obra. Nicolas Méeus diu: "El tema completo viene dado por vez primera por la voz... Este tema es tratado, a lo largo de la obra, por medio de un verdadero desarrollo modulante, bastante inhabitual en Mompou [...]. En esta pieza el estribillo es la exposición del tema completo... y las coplas y las pates modulantes poco y piu mosso. Dos coplas están completas...y los útimos compases... son un último recuerdo".
El poema escrit originalment per Josep Janés diu el següent:
Damunt de tu, només les flors
Eren com una ofrena blanca:
la llum que daven al teu cos
mai més seria del branca;
tota una vida de perfum
amb el teu bes t'era donada.
Tu resplendies de la llum
per l'esguard clos atresorada.
¡Si hagués pogut ésser sospir
de flor! Donar-me, com un llir,
a tu, perquè la meva vida
s'anés marcint sobre el teu pit.
I no saber mai més la nit,
que al teu costat fóra esvaïda.

### Aquesta nit un mateix vent
Aquest segon número va ser escrit l'any 1942.
Aquesta nit un mateix vent
i una mateixa vela encesa
devien dur el teu pensament
i el meu per mars on la tendresa
es torna música i cristall.
El bes se’ns feia transparència
-si tu eres l'aigua, jo el mirall-
com si abracéssim una absència.
El nostre cel fóra, potser,
un somni etern, així, de besos
fets melodia i un no ser
de cossos junts i d'ulls encesos
amb flames blanques i un sospir
d'acariciar sedes de llir?

### Jo et pressentia com la mar
Aquest tercer número va ser escrit l'any 1948. Musicalment és molt més turbulenta que les altre dues que es van escriure abans, un registre bastant estrany en la música de Mompou, ja que sempre buscava la simplicitat.
Aquest és l'últim número que entra dins de la primera publicació que es va fer d'aquesta obra. a Partir d'aquí Mompou va anar afegint les altres segons les anava escrivint.
El text musicat és el següent:
Jo et pressentia com la mar
i com el vent, immensa, lliure,
alta, damunt de tot atzar
i tot destí.
I en el meu viure com el respir.
I ara que et tinc,
veig com el somni et limitava.
Tu no ets un nom ni un gest.
No vinc a tu
com a la imatge blava
d'un somni humà.
Tu no ets la mar que és presonera
dins de platges,
tu no ets el vent,
pres en l'espai.
Tu no tens límits;
no hi ha encar,
mots per a dir-te,
ni paisatges per ser el teu món,
ni hi seran mai.